# Jakob Gronovius

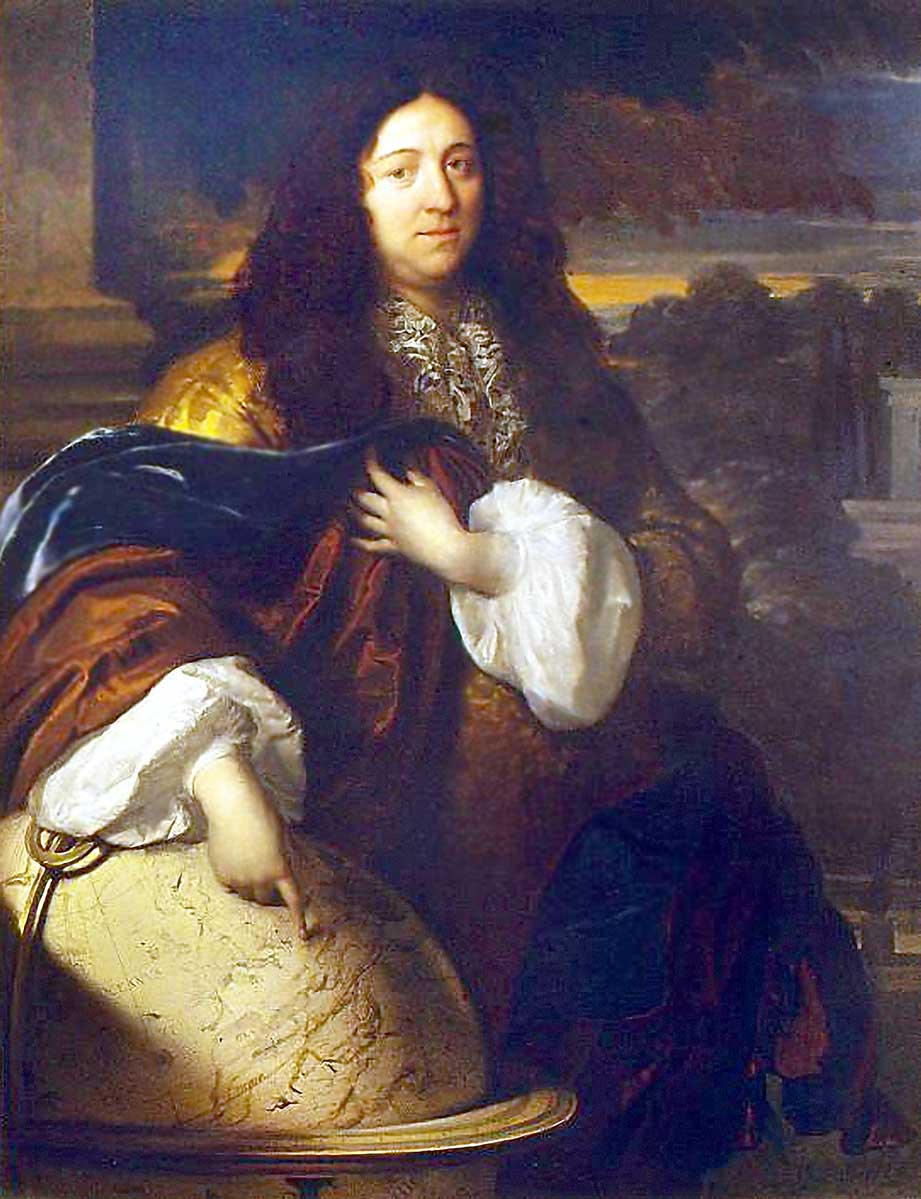
Jakob Gronovius

Jakob Gronovius (* 20. Oktober 1645 in Deventer; † 15. Oktober 1716 in Leiden) war ein klassischer Philologe, Archäologe, Historiker und Geograph.

## Leben
Jacob Gronovius (auch Gronow/Gronov) studierte ab 1658 bei seinem Vater Johann Friedrich Gronovius in Leiden Philologie (literae humaniores) und Jura. 1668 reiste er nach England, um in Oxford und Cambridge weiter zu studieren. Dort lernte er die Freunde seines Vaters, den Orientalisten und Theologen Edward Pococke (1604–1691), den Theologen John Pearson (1613–1686) und den Philologen Méric Casaubon (1599–1661) kennen. 1670 lehnte Gronovius einen Ruf nach Deventer ab, da er es vorzog zu reisen. So folgte 1671 eine Reise nach Paris. Dort traf er u. a. mit den beiden Orientalisten Barthélemy d’Herbelot de Molainville (1625–1695) und Melchisédech Thévenot (c. 1620–1692), dem Philologen Henri Valois (1603–1676) und dem Schriftsteller Jean Chapelain zusammen.
1672 besuchte er gemeinsam mit dem Gesandten der Generalstaaten Adriaan Paets Spanien, anschließend bereiste er noch die Toskana. Dort erhielt Gronovius auf Veranlassung des Großherzogs Cosimo von Medici eine Professur für Griechisch an der Universität Pisa. Nach zwei Jahren ging er nach Venedig und Padua und kehrte über Deutschland 1675 nach Leiden zurück. Von dort begab Gronovius sich nach Deventer, um sein mütterliches Erbe anzutreten. 1679 übernahm er die Professur seines Vaters für griechische Sprache und Geschichte an der Universität Leiden, die er bis zu seinem Tod innehaben sollte. 1702 wurde er Geograph an der Akademie in Leiden, Berufungen nach Kiel und Padua lehnte er ab. Zudem beteiligte er sich an den organisatorischen Aufgaben der Leidener Hochschule und war in den Jahren 1703/1704 sowie 1711/1712 Rektor der Alma Mater. Gronovius starb 1716 in Leiden, aus Kummer über den Tod seiner jüngsten Tochter.

## Familie
Sein Vater Johann Friedrich Gronovius (1611–1671) stammte aus Hamburg und hatte in Leipzig, Jena, Altdorf, Leiden und Groningen studiert, seine Mutter Adelheid Tennuyl (eingedeutscht für Alida ten Nuyl) kam aus Deventer. Dort erhielt der Vater 1643 eine Professur für Beredsamkeit und Geschichte, 1658 folgte er einem Ruf an die Universität von Leiden für eine Professur der griechischen Sprache und Geschichte.
Am 5. Mai 1680 heiratete Gronovius Anna van Vredenburch (1652–1732) aus Rotterdam. Mit ihr hatte er vier Kinder: Alida (1683–1729), Jan Frederik (1686–1762), Abraham (1695–1775) und Clara Wilhelmina (1697–1716).
Sein ältester Sohn, Jan Frederik Gronovius, ein Doktor der Medizin, wurde Rechtsgelehrter und ein sehr bekannter Botaniker; der zweitälteste, Abraham, war Philologe und Bibliothekar an der Universität Leiden.

## Wirken
Jakob Gronovius galt als cholerisch und streitsüchtig, wie seine heftigen Auseinandersetzungen mit dem Antiquar Rafaello Fabretti (1618–1700), dem Philologen Jacob Perizonius (1651–1715), dem Theologen Johannes Clericus (1657–1736), dem Juristen und Antiquar Lorenz Beger (1653–1705) u. a. beweisen. Sein Verdienst ist es, mit der Herausgabe des Thesaurus Graecarum Antiquitatum in zwölf etwa ebenso starken Bänden wie der Thesaurus Antiquitatum Romanarum die Gleichgewichtigkeit der griechischen Altertümer herausgestellt zu haben, obwohl die eigentliche Wiederentdeckung Griechenlands noch gar nicht eingesetzt hatte. Sein Sammelwerk war zwar thematisch nach Flavio Biondos Konzept geordnet, ihm lag aber die Vorstellung zugrunde, dass Religion, Mythologie, Kunst, Philosophie, Dichtung, Wissenschaft und Brauchtum der Antike letztendlich weitgehend griechisch geprägt waren. Durch den Wiederabdruck in seinem Thesaurus machte Gronovius diese früharchäologischen Schriften einer interessierten Fachwelt wieder leichter zugänglich und damit für die antiquarische Forschung nutzbar. Anliegen der Thesauren ist es gewesen, durch die Sammlungen der besten Abhandlungen die Vorbildlichkeit der Antike darzustellen. Daher galten sie lange Zeit als unentbehrliches Hilfsmittel für das Studium der Antike.

## Werke
- Gemmae et sculpturae antiquae depictae ab Leonardo Augustino Senensi addita earum enarratione. Amsterdam 1685.
- Abrahami Gorlaei Antverpiani Dactyliothecae, seu annulorum sigillarium ... pars prima, cum explicationibus Jacobi Gronovii. Leiden 1695.
- Abrahami Gorlaei Antverpiani Dactyliothecae. Pars Secunda, seu variarum gemmarum ... cum succincta singularum explicatione Jacobi Gronovii. Leiden 1695.
- Thesaurus Graecarum antiquitatum, in quo continentur effigies virorum ac foeminarum illustrium ... , adjecta brevi descriptione singulorum ..., Bde. 1–3, Leiden 1697–1698.
- Thesaurus Graecarum antiquitatum, continens libros erudite & operose per varias aetates scriptos .... Bde. 4–12/2, Leiden 1699–1702.